# ميخائيل كالاهان
ميخائيل كالاهان (بالإنجليزية: Michael Callahan)‏ هو لاعب كرة قدم أمريكي، ولد في 7 يناير 1987 في ريد بانك في الولايات المتحدة. لعب مع نادي شمال كارولاينا.

## وصلات خارجية
- ميخائيل كالاهان على موقع قاعدة بيانات كرة القدم.إي يو (الإنجليزية)